# Смоленский муниципальный округ (Смоленская область)
Смоленский муниципальный округ — административно-территориальная единица (район) и муниципальное образование (муниципальный округ, до 10 июня 2024 года — муниципальный район) в Смоленской области России.
Административный центр — город Смоленск (в состав муниципального округа не входит).

## География
Муниципальный округ расположен в западной части Смоленской области, на севере граничит с Демидовским, на востоке — с Духовщинским и Кардымовским, на юго-востоке — с Починковским, Монастырщинским, на юго-западе — с Краснинским и Руднянским районами области.
- Территория: 2894,98 км².
- Реки: Днепр, Сож, Нагать, Стабна, Ольша.
- Озёра: Купринское.

## История района
Смоленский район образован в 1930 году. 25 марта 1961 года к Смоленскому району был присоединён Касплянский район.
30 декабря 2004 года на территории Смоленского района образован одноимённый муниципальный район с входившими в него 19 сельскими поселениями.
| №  | Муниципальное образование         | Административный центр | Количество населённых пунктов | Население (чел.) | Площадь (км²) |
| -- | --------------------------------- | ---------------------- | ----------------------------- | ---------------- | ------------- |
| 1  | Волоковское сельское поселение    | деревня Волоковая      | 25                            | ↘627             | 194,88        |
| 2  | Вязгинское сельское поселение     | деревня Вязгино        | 19                            | ↗1009            | 14,82         |
| 3  | Гнёздовское сельское поселение    | деревня Новые Батеки   | 16                            | ↘4098            | 17,86         |
| 4  | Дивасовское сельское поселение    | деревня Дивасы         | 26                            | ↘2022            | 20,91         |
| 5  | Касплянское сельское поселение    | село Каспля-1          | 15                            | ↗1300            | 13,81         |
| 6  | Катынское сельское поселение      | село Катынь            | 26                            | ↗4867            | 19,81         |
| 7  | Козинское сельское поселение      | деревня Богородицкое   | 22                            | ↗10 784          | 19,62         |
| 8  | Корохоткинское сельское поселение | деревня Магалинщина    | 20                            | ↘4812            | 19,42         |
| 9  | Кощинское сельское поселение      | деревня Кощино         | 10                            | ↗2233            | 5,12          |
| 10 | Лоинское сельское поселение       | деревня Лоино          | 41                            | ↘548             | 370,90        |
| 11 | Михновское сельское поселение     | деревня Михновка       | 23                            | ↗3101            | 24,09         |
| 12 | Новосельское сельское поселение   | деревня Новосельский   | 33                            | ↗1271            | 223,00        |
| 13 | Печерское сельское поселение      | село Печерск           | 4                             | ↘6507            | 2,49          |
| 14 | Пионерское сельское поселение     | деревня Санники        | 22                            | ↗1138            | 150,00        |
| 15 | Пригорское сельское поселение     | село Пригорское        | 27                            | ↘5657            | 128,67        |
| 16 | Сметанинское сельское поселение   | деревня Сметанино      | 21                            | ↘1706            | 11,29         |
| 17 | Стабенское сельское поселение     | деревня Покорное       | 34                            | ↗4075            | 229,60        |
| 18 | Талашкинское сельское поселение   | село Талашкино         | 18                            | ↗2496            | 158,09        |
| 19 | Хохловское сельское поселение     | деревня Хохлово        | 18                            | ↘1713            | 116,85        |

10 июня 2024 года муниципальный район со входившими в его состав сельскими поселениями был преобразован в Смоленский муниципальный округ.

## Население
| 2002    | 2007    | 2009    | 2010    | 2011    | 2012    | 2013    | 2014    | 2015    |
| ------- | ------- | ------- | ------- | ------- | ------- | ------- | ------- | ------- |
| 47 281  | ↘47 280 | ↘45 321 | ↘45 004 | ↘44 958 | ↗47 428 | ↗50 241 | ↗50 548 | ↗53 889 |
| 2016    | 2017    | 2018    | 2019    | 2020    | 2021    | 2024    |         |         |
| ↗54 078 | ↗54 455 | ↗59 450 | ↗63 140 | ↗63 947 | ↘59 964 | ↗61 413 |         |         |

### Национальный состав
По итогам переписи населения 2020 года проживали следующие национальности (национальности менее 0,1 % и другое, см. в сноске к строке «Другие»):
| Национальность | Численность, чел. | Доля     |
| -------------- | ----------------- | -------- |
| Русские        | 52 076            | 86,85 %  |
| Белорусы       | 392               | 0,65 %   |
| Украинцы       | 226               | 0,38 %   |
| Цыгане         | 143               | 0,24 %   |
| Армяне         | 132               | 0,22 %   |
| Азербайджанцы  | 115               | 0,19 %   |
| Другие         | 6880              | 11,47 %  |
| Итого          | 59 964            | 100,00 % |

## Населённые пункты
В Смоленском районе 420 сельских населённых пунктов:
| №   | Населённый пункт         | Тип     | Население | Муниципальное образование         |
| --- | ------------------------ | ------- | --------- | --------------------------------- |
| 1   | Аболонье                 | деревня | 3         | Новосельское сельское поселение   |
| 2   | Абраменки                | деревня | 7         | Новосельское сельское поселение   |
| 3   | Абрамково                | деревня | 0         | Стабенское сельское поселение     |
| 4   | Автозаправочной Станции  | посёлок | 133       | Печерское сельское поселение      |
| 5   | Авторемзавод             | посёлок | 1316      | Катынское сельское поселение      |
| 6   | Агапоново                | деревня | 126       | Новосельское сельское поселение   |
| 7   | Александровка            | деревня | 152       | Михновское сельское поселение     |
| 8   | Алексеевка               | деревня | 3         | Катынское сельское поселение      |
| 9   | Алексино                 | деревня | 20        | Михновское сельское поселение     |
| 10  | Алтуховка                | деревня | 124       | Козинское сельское поселение      |
| 11  | Алфимово                 | деревня | 19        | Касплянское сельское поселение    |
| 12  | Анастасьино              | деревня | 0         | Новосельское сельское поселение   |
| 13  | Андреево                 | деревня | 21        | Касплянское сельское поселение    |
| 14  | Андроново                | деревня | 52        | Волоковское сельское поселение    |
| 15  | Аполье                   | деревня | 287       | Вязгинское сельское поселение     |
| 16  | Архиповка                | деревня | 278       | Сметанинское сельское поселение   |
| 17  | Афоньки                  | деревня | 0         | Новосельское сельское поселение   |
| 18  | Бабни                    | деревня | 68        | Новосельское сельское поселение   |
| 19  | Бабны                    | деревня | 144       | Лоинское сельское поселение       |
| 20  | Бакшеево                 | деревня | 9         | Лоинское сельское поселение       |
| 21  | Бакштово                 | деревня | 0         | Дивасовское сельское поселение    |
| 22  | Балластный Карьер        | деревня | 1         | Пригорское сельское поселение     |
| 23  | Банный Остров            | деревня | 6         | Новосельское сельское поселение   |
| 24  | Банный Остров            | деревня | 7         | Новосельское сельское поселение   |
| 25  | Баркашни                 | деревня | 4         | Лоинское сельское поселение       |
| 26  | Басино                   | деревня | 11        | Пионерское сельское поселение     |
| 27  | Бахуры                   | деревня | 12        | Лоинское сельское поселение       |
| 28  | Белодедово               | деревня | 6         | Новосельское сельское поселение   |
| 29  | Белый Холм               | деревня | 0         | Дивасовское сельское поселение    |
| 30  | Близнаки                 | деревня | 25        | Дивасовское сельское поселение    |
| 31  | Блонная                  | деревня | 0         | Лоинское сельское поселение       |
| 32  | Бобыри                   | деревня | 202       | Талашкинское сельское поселение   |
| 33  | Богородицкое             | деревня | 1513      | Козинское сельское поселение      |
| 34  | Большая Дубровка         | деревня | 76        | Новосельское сельское поселение   |
| 35  | Большие Черкасы          | деревня | 0         | Лоинское сельское поселение       |
| 36  | Большое Загорье          | деревня | 5         | Новосельское сельское поселение   |
| 37  | Большое Червонное        | деревня | 0         | Пионерское сельское поселение     |
| 38  | Бор                      | деревня | 0         | Новосельское сельское поселение   |
| 39  | Борешино                 | деревня | 44        | Кощинское сельское поселение      |
| 40  | Борисовка                | деревня | 0         | Новосельское сельское поселение   |
| 41  | Борисовщина              | деревня | 7         | Новосельское сельское поселение   |
| 42  | Боровая                  | деревня | 78        | Михновское сельское поселение     |
| 43  | Боровики                 | деревня | 4         | Пригорское сельское поселение     |
| 44  | Бороденки                | деревня | 0         | Волоковское сельское поселение    |
| 45  | Борок                    | деревня | 77        | Катынское сельское поселение      |
| 46  | Борок                    | деревня | 8         | Лоинское сельское поселение       |
| 47  | Борщевщина               | деревня | 19        | Пригорское сельское поселение     |
| 48  | Бублеевщина              | деревня | 18        | Пионерское сельское поселение     |
| 49  | Бубново                  | деревня | 385       | Пригорское сельское поселение     |
| 50  | Буда                     | деревня | 0         | Волоковское сельское поселение    |
| 51  | Буда                     | деревня | 4         | Лоинское сельское поселение       |
| 52  | Будка ж.д. 12-й км       | деревня | 0         | Дивасовское сельское поселение    |
| 53  | Будково                  | деревня | 3         | Катынское сельское поселение      |
| 54  | Буховка                  | деревня | 0         | Корохоткинское сельское поселение |
| 55  | Буценино                 | деревня | 38        | Михновское сельское поселение     |
| 56  | Быльники                 | деревня | 91        | Корохоткинское сельское поселение |
| 57  | Валутино                 | деревня | 605       | Корохоткинское сельское поселение |
| 58  | Велино                   | деревня | 0         | Сметанинское сельское поселение   |
| 59  | Велино                   | станция | 4         | Сметанинское сельское поселение   |
| 60  | Вербилово                | деревня | 6         | Хохловское сельское поселение     |
| 61  | Вербовка                 | деревня | 2         | Пригорское сельское поселение     |
| 62  | Вербово                  | деревня | 2         | Пионерское сельское поселение     |
| 63  | Верхнее Уфинье           | деревня | 13        | Хохловское сельское поселение     |
| 64  | Верхние Доманичи         | деревня | 2         | Пригорское сельское поселение     |
| 65  | Верховье                 | деревня | 480       | Новосельское сельское поселение   |
| 66  | Владимирская             | деревня | 63        | Дивасовское сельское поселение    |
| 67  | Власова Слобода          | деревня | 6         | Катынское сельское поселение      |
| 68  | Волоковая                | деревня | 275       | Волоковское сельское поселение    |
| 69  | Волоты                   | деревня | 0         | Вязгинское сельское поселение     |
| 70  | Вонлярово                | деревня | 203       | Катынское сельское поселение      |
| 71  | Вонлярово                | разъезд | 9         | Катынское сельское поселение      |
| 72  | Воробьи                  | деревня | 0         | Лоинское сельское поселение       |
| 73  | Воронино                 | деревня | 14        | Катынское сельское поселение      |
| 74  | Вортихово                | деревня | 0         | Волоковское сельское поселение    |
| 75  | Высокий Холм             | деревня | 181       | Катынское сельское поселение      |
| 76  | Высокое                  | деревня | 129       | Козинское сельское поселение      |
| 77  | Вязгино                  | деревня | 281       | Вязгинское сельское поселение     |
| 78  | Гаврики                  | деревня | 5         | Волоковское сельское поселение    |
| 79  | Гвоздевицы               | деревня | 0         | Волоковское сельское поселение    |
| 80  | Гевино                   | деревня | 22        | Кощинское сельское поселение      |
| 81  | Гедеоновка               | посёлок | 1413      | Корохоткинское сельское поселение |
| 82  | Герчики                  | деревня | 21        | Талашкинское сельское поселение   |
| 83  | Глухово                  | деревня | 23        | Пионерское сельское поселение     |
| 84  | Глущенки                 | деревня | 232       | Гнёздовское сельское поселение    |
| 85  | Гмыри                    | деревня | 5         | Хохловское сельское поселение     |
| 86  | Гнёздово                 | деревня | 436       | Гнёздовское сельское поселение    |
| 87  | Гончары                  | деревня | 4         | Волоковское сельское поселение    |
| 88  | Гор-Аполье               | деревня | 28        | Вязгинское сельское поселение     |
| 89  | Горбуны                  | деревня | 16        | Волоковское сельское поселение    |
| 90  | Горбуны                  | деревня | 15        | Вязгинское сельское поселение     |
| 91  | Гороховка                | деревня | 0         | Михновское сельское поселение     |
| 92  | Горяны                   | деревня | 60        | Козинское сельское поселение      |
| 93  | Горяны                   | деревня | 46        | Кощинское сельское поселение      |
| 94  | Гречишино                | деревня | 2         | Корохоткинское сельское поселение |
| 95  | Гринёво                  | деревня | 41        | Талашкинское сельское поселение   |
| 96  | Гряда                    | деревня | 6         | Новосельское сельское поселение   |
| 97  | Гусино                   | деревня | 26        | Катынское сельское поселение      |
| 98  | Гущино                   | деревня | 2         | Пригорское сельское поселение     |
| 99  | Дачная-1                 | деревня | 292       | Гнёздовское сельское поселение    |
| 100 | Дачная-2                 | деревня | 51        | Гнёздовское сельское поселение    |
| 101 | Дебрицы                  | деревня | 3         | Новосельское сельское поселение   |
| 102 | Дегтяри                  | деревня | 11        | Вязгинское сельское поселение     |
| 103 | Деменщина                | деревня | 37        | Михновское сельское поселение     |
| 104 | Демидовка                | деревня | 104       | Михновское сельское поселение     |
| 105 | Демидово                 | деревня | 4         | Пионерское сельское поселение     |
| 106 | Денисово                 | деревня | 5         | Лоинское сельское поселение       |
| 107 | Дивасы                   | деревня | 598       | Дивасовское сельское поселение    |
| 108 | Долгая Ольша             | деревня | 13        | Дивасовское сельское поселение    |
| 109 | Донец                    | деревня | 5         | Вязгинское сельское поселение     |
| 110 | Дроветчино               | деревня | 33        | Михновское сельское поселение     |
| 111 | Дрожжино                 | деревня | 25        | Талашкинское сельское поселение   |
| 112 | ДРСУ-1                   | деревня | 225       | Талашкинское сельское поселение   |
| 113 | ДРСУ-5                   | деревня |           | Дивасовское сельское поселение    |
| 114 | Дрюцк                    | деревня | 463       | Пригорское сельское поселение     |
| 115 | Дубровка                 | деревня | 1         | Вязгинское сельское поселение     |
| 116 | Дубровка                 | деревня | 1         | Сметанинское сельское поселение   |
| 117 | Дуброво                  | деревня | 19        | Стабенское сельское поселение     |
| 118 | Ермаки                   | деревня | 52        | Гнёздовское сельское поселение    |
| 119 | Жаковка                  | деревня | 1         | Хохловское сельское поселение     |
| 120 | Жарнево                  | деревня | 1         | Пионерское сельское поселение     |
| 121 | Жарь                     | деревня | 1         | Касплянское сельское поселение    |
| 122 | Желуды                   | деревня | 0         | Вязгинское сельское поселение     |
| 123 | Жорновка                 | деревня | 13        | Новосельское сельское поселение   |
| 124 | Жуково                   | деревня | 1506      | Стабенское сельское поселение     |
| 125 | Заборье                  | деревня | 10        | Волоковское сельское поселение    |
| 126 | Заборье                  | деревня | 27        | Стабенское сельское поселение     |
| 127 | Загусинье                | деревня | 6         | Катынское сельское поселение      |
| 128 | Залоинка                 | деревня | 5         | Волоковское сельское поселение    |
| 129 | Замощье                  | деревня | 203       | Волоковское сельское поселение    |
| 130 | Замощье                  | деревня | 42        | Стабенское сельское поселение     |
| 131 | Замятлино                | деревня | 24        | Кощинское сельское поселение      |
| 132 | Заозёрье                 | деревня | 0         | Новосельское сельское поселение   |
| 133 | Зарубинки                | деревня | 25        | Волоковское сельское поселение    |
| 134 | Захарино                 | деревня | 38        | Стабенское сельское поселение     |
| 135 | Зебревица                | деревня | 11        | Катынское сельское поселение      |
| 136 | Зеньково                 | деревня | 10        | Сметанинское сельское поселение   |
| 137 | Знаменка                 | деревня | 27        | Пригорское сельское поселение     |
| 138 | Зубари                   | деревня | 2         | Лоинское сельское поселение       |
| 139 | Зубовщина                | деревня | 124       | Хохловское сельское поселение     |
| 140 | Зыки                     | деревня | 5         | Волоковское сельское поселение    |
| 141 | Зыколино                 | деревня | 53        | Стабенское сельское поселение     |
| 142 | Ивахово                  | деревня | 2         | Стабенское сельское поселение     |
| 143 | Иловка                   | деревня | 63        | Стабенское сельское поселение     |
| 144 | Иньково                  | деревня | 0         | Лоинское сельское поселение       |
| 145 | Исаково                  | деревня | 0         | Корохоткинское сельское поселение |
| 146 | Исаково                  | деревня | 17        | Лоинское сельское поселение       |
| 147 | Исаково                  | деревня | 18        | Сметанинское сельское поселение   |
| 148 | Кадищи                   | деревня | 0         | Вязгинское сельское поселение     |
| 149 | Казарма 368 км           | деревня | 5         | Пригорское сельское поселение     |
| 150 | Казарма 369 км           | деревня | 3         | Пригорское сельское поселение     |
| 151 | Каменка                  | деревня | 0         | Новосельское сельское поселение   |
| 152 | Каменщина                | деревня | 17        | Михновское сельское поселение     |
| 153 | Каспля-1                 | село    | 464       | Касплянское сельское поселение    |
| 154 | Каспля-2                 | село    | 736       | Касплянское сельское поселение    |
| 155 | Катынь                   | село    | 1551      | Катынское сельское поселение      |
| 156 | Катынь                   | станция | 86        | Катынское сельское поселение      |
| 157 | Катынь-Покровская        | деревня | 13        | Михновское сельское поселение     |
| 158 | Киселёвка                | деревня | 289       | Козинское сельское поселение      |
| 159 | Кислые                   | деревня | 3         | Новосельское сельское поселение   |
| 160 | Ковалевка                | деревня | 196       | Пригорское сельское поселение     |
| 161 | Ковальки                 | деревня | 2         | Лоинское сельское поселение       |
| 162 | Ковши                    | деревня | 12        | Корохоткинское сельское поселение |
| 163 | Козино                   | деревня | 87        | Козинское сельское поселение      |
| 164 | Козино                   | деревня | 5         | Корохоткинское сельское поселение |
| 165 | Козырево                 | деревня | 14        | Корохоткинское сельское поселение |
| 166 | Козьи Горы               | деревня | 10        | Катынское сельское поселение      |
| 167 | Копанка                  | деревня | 11        | Талашкинское сельское поселение   |
| 168 | Кореневщина              | деревня | 50        | Михновское сельское поселение     |
| 169 | Коробино                 | деревня | 2         | Катынское сельское поселение      |
| 170 | Корохоткино              | деревня | 99        | Корохоткинское сельское поселение |
| 171 | Корытня                  | деревня | 53        | Хохловское сельское поселение     |
| 172 | Корюзино                 | деревня | 86        | Пригорское сельское поселение     |
| 173 | Костричено               | деревня | 5         | Волоковское сельское поселение    |
| 174 | Котухово                 | деревня | 0         | Лоинское сельское поселение       |
| 175 | Кочаны                   | деревня | 6         | Лоинское сельское поселение       |
| 176 | Кошелево                 | деревня | 0         | Стабенское сельское поселение     |
| 177 | Кощино                   | деревня | 1811      | Кощинское сельское поселение      |
| 178 | Кощино-1                 | деревня | 0         | Кощинское сельское поселение      |
| 179 | Красная Горка            | деревня | 65        | Катынское сельское поселение      |
| 180 | Крестовка                | деревня | 1         | Пионерское сельское поселение     |
| 181 | Криснево                 | деревня | 0         | Сметанинское сельское поселение   |
| 182 | Круглики                 | деревня | 7         | Дивасовское сельское поселение    |
| 183 | Кувшиново                | деревня | 35        | Дивасовское сельское поселение    |
| 184 | Кузино                   | деревня | 3         | Касплянское сельское поселение    |
| 185 | Купелище                 | деревня | 3         | Вязгинское сельское поселение     |
| 186 | Купники                  | деревня | 147       | Дивасовское сельское поселение    |
| 187 | Кушлянщина               | деревня | 23        | Хохловское сельское поселение     |
| 188 | Лаврово                  | деревня | 0         | Стабенское сельское поселение     |
| 189 | Ладыжицы                 | деревня | 16        | Гнёздовское сельское поселение    |
| 190 | Лакисы                   | деревня | 2         | Касплянское сельское поселение    |
| 191 | Лаптево                  | деревня | 32        | Талашкинское сельское поселение   |
| 192 | Латошино                 | деревня | 15        | Козинское сельское поселение      |
| 193 | Лахтеево                 | деревня | 9         | Пионерское сельское поселение     |
| 194 | Лашутино                 | деревня | 3         | Пригорское сельское поселение     |
| 195 | Лекезино                 | деревня | 9         | Корохоткинское сельское поселение |
| 196 | Лентево                  | деревня | 6         | Стабенское сельское поселение     |
| 197 | Лептюхи                  | деревня | 0         | Лоинское сельское поселение       |
| 198 | Липуны                   | деревня | 100       | Дивасовское сельское поселение    |
| 199 | Лоево                    | деревня | 12        | Хохловское сельское поселение     |
| 200 | Лоино                    | деревня | 324       | Лоинское сельское поселение       |
| 201 | Лосево                   | деревня | 10        | Сметанинское сельское поселение   |
| 202 | Лосени                   | деревня | 16        | Лоинское сельское поселение       |
| 203 | Лубня                    | деревня | 559       | Хохловское сельское поселение     |
| 204 | Луговцы                  | деревня | 0         | Михновское сельское поселение     |
| 205 | Лупихи                   | деревня | 0         | Касплянское сельское поселение    |
| 206 | Лучинка                  | деревня | 13        | Кощинское сельское поселение      |
| 207 | Лясковка                 | деревня | 1         | Сметанинское сельское поселение   |
| 208 | Магалинщина              | деревня | 774       | Корохоткинское сельское поселение |
| 209 | Мазальцево               | деревня | 297       | Стабенское сельское поселение     |
| 210 | Макруха                  | деревня | 13        | Катынское сельское поселение      |
| 211 | Малая Дубровка           | деревня | 83        | Новосельское сельское поселение   |
| 212 | Малые Черкасы            | деревня | 0         | Лоинское сельское поселение       |
| 213 | Мамленки                 | деревня | 0         | Новосельское сельское поселение   |
| 214 | Мамошки                  | деревня | 21        | Лоинское сельское поселение       |
| 215 | Марышки                  | деревня | 0         | Лоинское сельское поселение       |
| 216 | Марьино                  | деревня | 0         | Хохловское сельское поселение     |
| 217 | Мирское                  | деревня | 4         | Сметанинское сельское поселение   |
| 218 | Митино                   | деревня | 72        | Козинское сельское поселение      |
| 219 | Михайловка               | деревня | 1         | Катынское сельское поселение      |
| 220 | Михалково                | деревня | 9         | Вязгинское сельское поселение     |
| 221 | Михновка                 | деревня | 592       | Михновское сельское поселение     |
| 222 | Моготово                 | деревня | 291       | Талашкинское сельское поселение   |
| 223 | Мокрушино                | деревня | 5         | Волоковское сельское поселение    |
| 224 | Мокрятчино               | деревня | 26        | Козинское сельское поселение      |
| 225 | Молодая                  | деревня | 2         | Новосельское сельское поселение   |
| 226 | Морозово                 | деревня | 1         | Стабенское сельское поселение     |
| 227 | Мосолова Гора            | деревня | 4         | Козинское сельское поселение      |
| 228 | Мощинки                  | деревня | 789       | Стабенское сельское поселение     |
| 229 | Муравщина                | деревня | 25        | Кощинское сельское поселение      |
| 230 | Муханино                 | деревня | 39        | Талашкинское сельское поселение   |
| 231 | Нагать                   | деревня | 378       | Пригорское сельское поселение     |
| 232 | Немчино                  | деревня | 50        | Кощинское сельское поселение      |
| 233 | Нивищи                   | деревня | 84        | Гнёздовское сельское поселение    |
| 234 | Нижняя Гедеоновка        | деревня | 46        | Корохоткинское сельское поселение |
| 235 | Нижняя Дубровка          | деревня | 17        | Дивасовское сельское поселение    |
| 236 | Никитино                 | деревня | 2         | Талашкинское сельское поселение   |
| 237 | Никольское               | деревня | 33        | Корохоткинское сельское поселение |
| 238 | Никулино                 | деревня | 1         | Сметанинское сельское поселение   |
| 239 | Новая Деревня            | деревня | 34        | Стабенское сельское поселение     |
| 240 | Новая Слобода            | деревня | 0         | Лоинское сельское поселение       |
| 241 | Новое Корявино           | деревня | 13        | Стабенское сельское поселение     |
| 242 | Новое Куприно            | деревня | 107       | Гнёздовское сельское поселение    |
| 243 | Новое Синявино           | деревня | 11        | Козинское сельское поселение      |
| 244 | Новоселки                | деревня | 0         | Сметанинское сельское поселение   |
| 245 | Новоселки                | деревня | 0         | Стабенское сельское поселение     |
| 246 | Новоселье                | деревня | 0         | Хохловское сельское поселение     |
| 247 | Новосельский             | деревня | 179       | Новосельское сельское поселение   |
| 248 | Новосельцы               | деревня | 48        | Гнёздовское сельское поселение    |
| 249 | Новосельцы               | деревня | ↗3555     | Козинское сельское поселение      |
| 250 | Новые Батеки             | деревня | 1011      | Гнёздовское сельское поселение    |
| 251 | Озерище                  | деревня | 10        | Лоинское сельское поселение       |
| 252 | Ольховики                | деревня | 0         | Стабенское сельское поселение     |
| 253 | Ольша                    | село    | 568       | Дивасовское сельское поселение    |
| 254 | Онохово                  | деревня | 7         | Козинское сельское поселение      |
| 255 | Орловка                  | деревня | 1         | Волоковское сельское поселение    |
| 256 | Остров                   | деревня | 6         | Талашкинское сельское поселение   |
| 257 | Остье                    | деревня | 6         | Новосельское сельское поселение   |
| 258 | Очетово                  | деревня | 12        | Дивасовское сельское поселение    |
| 259 | Панцово                  | деревня | 3         | Катынское сельское поселение      |
| 260 | Пенеснарь                | деревня | 18        | Стабенское сельское поселение     |
| 261 | Перегорши                | деревня | 8         | Лоинское сельское поселение       |
| 262 | Переезд                  | деревня | 0         | Вязгинское сельское поселение     |
| 263 | Перфилово                | деревня | 4         | Корохоткинское сельское поселение |
| 264 | Перховичи                | деревня | 2         | Хохловское сельское поселение     |
| 265 | Петрово                  | деревня | 4         | Новосельское сельское поселение   |
| 266 | Печерск                  | деревня | 133       | Печерское сельское поселение      |
| 267 | Печерск                  | село    | ↗5754     | Печерское сельское поселение      |
| 268 | Пилички                  | деревня | 4         | Волоковское сельское поселение    |
| 269 | Плаи                     | деревня | 0         | Стабенское сельское поселение     |
| 270 | Плембаза                 | посёлок | 426       | Корохоткинское сельское поселение |
| 271 | Плехтино                 | деревня | 1         | Волоковское сельское поселение    |
| 272 | Площево                  | деревня | 11        | Пионерское сельское поселение     |
| 273 | Подклетное               | деревня | 1         | Хохловское сельское поселение     |
| 274 | Подосуги                 | деревня | 1         | Лоинское сельское поселение       |
| 275 | Пожевское                | деревня | 3         | Волоковское сельское поселение    |
| 276 | Покорное                 | деревня | 260       | Стабенское сельское поселение     |
| 277 | Полячки                  | деревня | 1         | Лоинское сельское поселение       |
| 278 | Понасково                | деревня | 1         | Корохоткинское сельское поселение |
| 279 | Почаево                  | деревня | 188       | Сметанинское сельское поселение   |
| 280 | Пригорское               | село    | 2427      | Пригорское сельское поселение     |
| 281 | Профилакторий Кристалл   | деревня |           | Стабенское сельское поселение     |
| 282 | Профилакторий СААЗ       | деревня |           | Стабенское сельское поселение     |
| 283 | Прудины                  | деревня | 6         | Дивасовское сельское поселение    |
| 284 | Прудники                 | деревня | 8         | Касплянское сельское поселение    |
| 285 | Пунищи                   | деревня | 3         | Лоинское сельское поселение       |
| 286 | Пушкари                  | деревня | 9         | Лоинское сельское поселение       |
| 287 | Пындино                  | деревня | 37        | Новосельское сельское поселение   |
| 288 | Рагулино                 | деревня | 14        | Дивасовское сельское поселение    |
| 289 | Радиострой               | деревня | 7         | Пригорское сельское поселение     |
| 290 | Радкевщина               | деревня | 29        | Хохловское сельское поселение     |
| 291 | Раздорово                | деревня | 25        | Пригорское сельское поселение     |
| 292 | Рай                      | деревня | 213       | Пригорское сельское поселение     |
| 293 | Ракитня-1                | деревня | 41        | Гнёздовское сельское поселение    |
| 294 | Ракитня-2                | деревня | 428       | Гнёздовское сельское поселение    |
| 295 | Раково                   | деревня | 7         | Кощинское сельское поселение      |
| 296 | Рогачево                 | деревня | 147       | Козинское сельское поселение      |
| 297 | Рогачево                 | деревня | 16        | Корохоткинское сельское поселение |
| 298 | Рожаново                 | деревня | 151       | Катынское сельское поселение      |
| 299 | Романенки                | деревня | 2         | Лоинское сельское поселение       |
| 300 | Ромы                     | деревня | 9         | Гнёздовское сельское поселение    |
| 301 | Роскошь                  | деревня | 1         | Лоинское сельское поселение       |
| 302 | Русилово                 | деревня | 584       | Пионерское сельское поселение     |
| 303 | Рытино                   | деревня | 8         | Касплянское сельское поселение    |
| 304 | Рябики                   | деревня | 0         | Сметанинское сельское поселение   |
| 305 | Рязаново                 | деревня | 10        | Стабенское сельское поселение     |
| 306 | Рязаново                 | деревня | 23        | Хохловское сельское поселение     |
| 307 | Рясино                   | деревня | 177       | Печерское сельское поселение      |
| 308 | Савенки                  | деревня | 27        | Сметанинское сельское поселение   |
| 309 | Самолюбово               | деревня | 278       | Вязгинское сельское поселение     |
| 310 | Санаторий Борок          | деревня | 509       | Катынское сельское поселение      |
| 311 | Санники                  | деревня | 267       | Пионерское сельское поселение     |
| 312 | Светицкое Урочище        | деревня | 3         | Сметанинское сельское поселение   |
| 313 | Светицы                  | деревня | 23        | Сметанинское сельское поселение   |
| 314 | Селезневщина             | деревня | 8         | Пионерское сельское поселение     |
| 315 | Селифоново               | деревня | 46        | Козинское сельское поселение      |
| 316 | Селюшки                  | деревня | 9         | Лоинское сельское поселение       |
| 317 | Семенково                | деревня | 51        | Талашкинское сельское поселение   |
| 318 | Семёново                 | деревня | 19        | Касплянское сельское поселение    |
| 319 | Семехи                   | деревня | 15        | Волоковское сельское поселение    |
| 320 | Семиречье                | деревня | 11        | Стабенское сельское поселение     |
| 321 | Сибилево                 | деревня | 13        | Дивасовское сельское поселение    |
| 322 | Симоновка                | деревня | 0         | Вязгинское сельское поселение     |
| 323 | Синьково                 | деревня | 388       | Корохоткинское сельское поселение |
| 324 | Сипачи                   | деревня | 126       | Гнёздовское сельское поселение    |
| 325 | Скрипорово               | деревня | 28        | Дивасовское сельское поселение    |
| 326 | Скуркино                 | деревня | 3         | Михновское сельское поселение     |
| 327 | Слизнево                 | деревня | 14        | Михновское сельское поселение     |
| 328 | Слобода                  | деревня | 16        | Дивасовское сельское поселение    |
| 329 | Слобода                  | деревня | 7         | Лоинское сельское поселение       |
| 330 | Слобода                  | деревня | 0         | Пионерское сельское поселение     |
| 331 | Сметанино                | деревня | 1126      | Сметанинское сельское поселение   |
| 332 | Смолино                  | деревня | 0         | Волоковское сельское поселение    |
| 333 | Смугулино                | деревня | 0         | Стабенское сельское поселение     |
| 334 | Соболи                   | деревня | 0         | Волоковское сельское поселение    |
| 335 | Сож                      | деревня | 35        | Талашкинское сельское поселение   |
| 336 | Соколово                 | деревня | 4         | Дивасовское сельское поселение    |
| 337 | Соколья Гора             | станция | 23        | Козинское сельское поселение      |
| 338 | Солошино                 | деревня | 10        | Вязгинское сельское поселение     |
| 339 | Софьино                  | деревня | 21        | Хохловское сельское поселение     |
| 340 | Спас-Липки               | деревня | 32        | Стабенское сельское поселение     |
| 341 | Стабна                   | посёлок | 157       | Стабенское сельское поселение     |
| 342 | Станички                 | деревня | 138       | Пригорское сельское поселение     |
| 343 | Старое Корявино          | деревня | 3         | Стабенское сельское поселение     |
| 344 | Старое Куприно           | деревня | 3         | Гнёздовское сельское поселение    |
| 345 | Старое Синявино          | деревня | 15        | Козинское сельское поселение      |
| 346 | Старые Батеки            | деревня | 577       | Гнёздовское сельское поселение    |
| 347 | Стежки                   | деревня | 16        | Лоинское сельское поселение       |
| 348 | Столыбино                | деревня | 37        | Козинское сельское поселение      |
| 349 | Стомино                  | деревня | 4         | Дивасовское сельское поселение    |
| 350 | Сторожище                | деревня | 63        | Дивасовское сельское поселение    |
| 351 | Стрыги                   | деревня | 14        | Волоковское сельское поселение    |
| 352 | Сумароково               | деревня | 29        | Талашкинское сельское поселение   |
| 353 | Суходол                  | деревня | 206       | Корохоткинское сельское поселение |
| 354 | Сушковщина               | деревня | 16        | Пионерское сельское поселение     |
| 355 | Сыр-Липки                | деревня | 54        | Вязгинское сельское поселение     |
| 356 | Талашкино                | село    | 1501      | Талашкинское сельское поселение   |
| 357 | Талашкинское Сельпо      | деревня | 56        | Талашкинское сельское поселение   |
| 358 | Тверитино                | деревня | 7         | Сметанинское сельское поселение   |
| 359 | Телеши                   | деревня | 36        | Михновское сельское поселение     |
| 360 | Теличено                 | деревня | 12        | Пионерское сельское поселение     |
| 361 | Тепенино                 | деревня | 0         | Новосельское сельское поселение   |
| 362 | Тепличный Комбинат № 1   | деревня |           | Козинское сельское поселение      |
| 363 | Терехи                   | деревня | 31        | Стабенское сельское поселение     |
| 364 | Тетерьки                 | деревня | 5         | Касплянское сельское поселение    |
| 365 | Тишино                   | деревня | 63        | Сметанинское сельское поселение   |
| 366 | Толуны                   | деревня | 0         | Лоинское сельское поселение       |
| 367 | Томашевка                | деревня | 63        | Пригорское сельское поселение     |
| 368 | Трудилово                | деревня | 39        | Пионерское сельское поселение     |
| 369 | Туринщина                | деревня | 100       | Козинское сельское поселение      |
| 370 | Туркомплекс Соколья Гора | деревня |           | Козинское сельское поселение      |
| 371 | Турово                   | деревня | 1         | Катынское сельское поселение      |
| 372 | Тычинино                 | деревня | 15        | Пригорское сельское поселение     |
| 373 | Тычинино                 | станция | 36        | Пригорское сельское поселение     |
| 374 | Тюли                     | деревня | 3         | Волоковское сельское поселение    |
| 375 | Тягловщина               | деревня | 2         | Хохловское сельское поселение     |
| 376 | Уколово                  | деревня | 0         | Пригорское сельское поселение     |
| 377 | Упокой                   | деревня | 41        | Пионерское сельское поселение     |
| 378 | Усовщина                 | деревня | 0         | Новосельское сельское поселение   |
| 379 | Уфинье                   | деревня | 39        | Михновское сельское поселение     |
| 380 | Фефелово                 | деревня | 6         | Стабенское сельское поселение     |
| 381 | Флёново                  | деревня | 29        | Талашкинское сельское поселение   |
| 382 | Фролы                    | деревня | 11        | Михновское сельское поселение     |
| 383 | Фролы                    | деревня | 13        | Сметанинское сельское поселение   |
| 384 | Хлевищено                | деревня | 24        | Михновское сельское поселение     |
| 385 | Хлусы                    | деревня | 15        | Новосельское сельское поселение   |
| 386 | Ходыки                   | деревня | 3         | Лоинское сельское поселение       |
| 387 | Холковичи                | деревня | 7         | Вязгинское сельское поселение     |
| 388 | Холм                     | деревня | 7         | Дивасовское сельское поселение    |
| 389 | Холмец                   | деревня | 1         | Лоинское сельское поселение       |
| 390 | Холодилы                 | деревня | 44        | Лоинское сельское поселение       |
| 391 | Хохлово                  | деревня | 628       | Хохловское сельское поселение     |
| 392 | Цурковка                 | деревня | 0         | Михновское сельское поселение     |
| 393 | Цыбульники               | деревня | 83        | Пригорское сельское поселение     |
| 394 | Чекулино                 | деревня | 210       | Михновское сельское поселение     |
| 395 | Чернея                   | деревня | 8         | Вязгинское сельское поселение     |
| 396 | Черныши                  | деревня | 2         | Лоинское сельское поселение       |
| 397 | Черняны                  | деревня | 25        | Лоинское сельское поселение       |
| 398 | Шабаново                 | деревня | 35        | Пригорское сельское поселение     |
| 399 | Шалатони                 | деревня | 2         | Касплянское сельское поселение    |
| 400 | Шалуди                   | деревня | 8         | Касплянское сельское поселение    |
| 401 | Шафорово                 | деревня | 18        | Катынское сельское поселение      |
| 402 | Шеломец                  | деревня | 101       | Дивасовское сельское поселение    |
| 403 | Шершуны                  | деревня | 0         | Талашкинское сельское поселение   |
| 404 | Шестаки                  | деревня | 15        | Дивасовское сельское поселение    |
| 405 | Шилы                     | деревня | 8         | Лоинское сельское поселение       |
| 406 | Шихово                   | деревня | 14        | Пионерское сельское поселение     |
| 407 | Школьный                 | деревня | 18        | Катынское сельское поселение      |
| 408 | Шоссейный Дом            | деревня | 15        | Катынское сельское поселение      |
| 409 | Шпаки                    | деревня | 45        | Михновское сельское поселение     |
| 410 | Щеголево                 | деревня | 9         | Новосельское сельское поселение   |
| 411 | Щекуны                   | деревня | 2         | Касплянское сельское поселение    |
| 412 | Щеченки                  | деревня | 17        | Пригорское сельское поселение     |
| 413 | Щитники                  | деревня | 8         | Стабенское сельское поселение     |
| 414 | Юрошки                   | деревня | 18        | Пионерское сельское поселение     |
| 415 | Юрчаги                   | деревня | 16        | Пионерское сельское поселение     |
| 416 | Юшино                    | деревня | 1         | Стабенское сельское поселение     |
| 417 | Язвище                   | деревня | 53        | Новосельское сельское поселение   |
| 418 | Яново                    | деревня | 19        | Пионерское сельское поселение     |
| 419 | Ясенная                  | деревня | 262       | Михновское сельское поселение     |
| 420 | Ясная Поляна             | деревня | 134       | Козинское сельское поселение      |

### Упразднённые населённые пункты
- в 2001 году деревни: Саленки, Гридино, Данилково, Корбаны, Рыбица, Хохлово, Яшино, Дудино, Маркатушино, Возновка, Жлова Гора, Залавня, Морозовка, Борисенки, Мамыки, Нижние Доманичи, Сельцо[24]
- в 2007 году деревни: Кузино и Крутенково[25]
- в 2010 году деревни: Бочаровщина[26], Ильюшино[27], Костылево[28], Марьино[29];
- в 2012 году деревня Холм[30]

## Местное самоуправление
Глава муниципального образования — Павлюченкова Ольга Николаевна.

## Экономика
Сельское хозяйство района представляют 28 сельскохозяйственных предприятий, среди которых 2 тепличных комбината по производству овощей защищённого грунта, 2 птицефабрики, 23 хозяйства занимаются молочным скотоводством и 1 — откормом крупного рогатого скота.

## Археология
- Гнёздовский археологический комплекс (Х — начало XI века)[31][32], курганный могильник и городище на северной окраине деревни Кушлянщина на правом берегу реки Мошны, поселение и городище на мысу правого берега реки Мошны к востоку от восточной окраины деревни Лахтеево[33][34][35][36].

## Достопримечательности
Усадьбы:
- Вонлярлярских — д. Вонлярово
- Полянских — д. Герчики
- Тихановского — д. Сыр-Липки
- Тенишевой — д. Фленово

## Люди связанные с районом

### Известные личности
- Панкратов, Иосиф Николаевич — полный Георгиевский кавалер (деревня Знаменка)
- Кружняков, Иван Маркович — полный кавалер Ордена Славы (деревня Волоковая)
- Прокофьев, Анатолий Сергеевич — полный кавалер Ордена Славы (деревня Турищино)
- Рыженькин, Иван Семёнович — полный кавалер Ордена Славы (деревня Шилы)
- Городецкий, Георгий Дмитриевич — командующий армией (деревня Мощинки)
- Козлов, Михаил Иванович — командующий корпусом (деревня Маркатушино)
- Корнеев, Тимофей Гаврилович — командующий корпусом (деревня Королёво)
- Рыжиков, Ефим Васильевич — командующий корпусом (деревня, ныне Печерск)
- Руссиянов, Иван Никитич — командующий корпусом (деревня Щуплы)

### Герои Советского Союза
- Алхимов, Владимир Сергеевич (деревня Никулино)
- Баранов, Михаил Семёнович (деревня Дроветчино)
- Баринов, Давид Маркович (деревня Старые Батеки)
- Варягов, Николай Петрович (деревня Самолюбово)
- Викторов, Григорий Петрович (деревня Алтуховка)
- Иванов, Александр Васильевич (деревня Моторы)
- Иванов, Семён Павлович (деревня Поречено)
- Ковалёв, Павел Степанович (деревня Ново-Софиевка)
- Ковалёв, Степан Маркович (деревня Фролы)
- Ковалёв, Тимофей Алексеевич (деревня Никитино)
- Куриленко, Владимир Тимофеевич
- Липатенко, Фёдор Петрович (деревня Савенки)
- Мазурин, Фёдор Макарович (деревня Сосна)
- Михаленков, Ефим Андреевич
- Острекин, Михаил Емельянович (деревня Козловка)
- Павликов, Дмитрий Кузьмич (деревня Ульятичи)
- Павлюченков, Игнат Павлович (деревня Кислые)
- Руссиянов, Иван Никитич (деревня Щуплы)
- Савченко, Владимир Миронович (село Знаменское)
- Шаманов, Иван Гаврилович (деревня Новосельцы)

### Герои Социалистического Труда
- Барановский, Михаил Тимофеевич (деревня Барсуки)
- Битный, Михаил Антонович (деревня Новоселки)
- Васильев, Федор Степанович (деревня Буцынино)
- Майоров, Виктор Алексеевич (деревня Червоново)
- Мендерова, Мария Павловна (деревня Шуплы)
- Меркулов Юрий Степанович (деревня Большое Червонное)
- Митрушенко, Иван Ефимович (деревня Анастасьино)
- Никоноров, Николай Тимофеевич (деревня Ладыжицы)
- Степанов, Николай Иванович (деревня Ермаки)
- Худенков, Алексей Фролович (деревня Алфимово)
- Цветков, Василий Николаевич (поселок Каменка)